# ماتی پتس
ماتی پتس (استونیایی: Matti Päts؛ زادهٔ ۱۰ آوریل ۱۹۳۳) سیاستمدار و نماینده سابق مجلس اهل استونی است.